# Bahonuk Foun
Bahonuk Foun (deutsch Neu-Bahonuk) ist ein osttimoresischer Ort im Suco Bocolelo (Verwaltungsamt Laulara, Gemeinde Aileu).

## Geographie und Einrichtungen
Das Zentrum von Bahonuk Foun liegt im Süden der Aldeia Mauberhatan, in einer Meereshöhe von 579 m. Es wird von einer Straße durchquert, die von der Landeshauptstadt Dili im Norden nach Süden zur Überlandstraße zur Gemeindehauptstadt Aileu führt. An ihr liegen die Häuser von Bahonuk Foun verstreut, nach Norden bis zum Nachbarweiler Nunsena. Die Grenze zwischen den beiden Siedlungen markiert die Brücke von Nunsena. Südlich der Brücke Ponte Boot iha Suco Fatisi liegt die Aldeia Donfonamo, zu der die Grundschule Bocolelo und die Häuser hier gehören.